# スマイルオン
株式会社スマイルオン（英: Smile ON Inc.）は、映像企画制作（動画制作・番組制作・制作運営支援）行う事業会社である。労働派遣事業許可取得。

## 概要・沿革
- 2013年2月：株式会社スマイルオンを設立。
- 2013年4月：営業開始
- 2023年3月：解散